# Eudarmistus
Eudarmistus is een geslacht van wantsen uit de familie van de Alydidae (Kromsprietwantsen). Het geslacht werd voor het eerst wetenschappelijk beschreven door Breddin in 1903.

## Soorten
Het genus bevat de volgende soort:

- Eudarmistus bicolor Breddin, 1903